# Bachelor of Science
Pour les articles homonymes, voir Bachelor.
 (mai 2018).
Si vous disposez d'ouvrages ou d'articles de référence ou si vous connaissez des sites web de qualité traitant du thème abordé ici, merci de compléter l'article en donnant les références utiles à sa vérifiabilité et en les liant à la section « Notes et références ».
Le Bachelor of Science (BSc) ou le Baccalauréat ès sciences (B.Sc.) au Canada est un grade universitaire existant dans de nombreux pays.
Il est obtenu après trois années d'étude en Grande-Bretagne, Pays de Galles, Irlande du Nord, Québec, Singapour, Australie, Nouvelle-Zélande, Hong Kong et Afrique du Sud et quatre années dans le reste de l'Amérique du Nord, en Irlande et en Écosse. Ce terme est souvent abrégé en B.Sc. ou B.S. (plus rarement en S.B. ou Sc.B.), initiales de l'expression latine Baccalaureus Scientiæ.

## Canada
Au Canada, le Baccalauréat ès sciences, (ou le Bachelor of Science en anglais) est délivré après une formation de quatre ans (trois ans au Québec puisque la formation préuniversitaire y dure une année de plus) dans les sciences. Le diplôme est aussi parfois appelé le Baccalauréat en sciences.
À l’Université de Moncton (Nouveau-Brunswick), il y a un programme supplémentaire au Bachelor of Science nommé « diplôme en science de la Santé » (DSS). Ce programme d'études est d'une durée de deux à trois ans et est offert exclusivement par cette université. Il est axé sur les sciences pures et les mathématiques et prépare les étudiants à une carrière dans le domaine de la santé (médecine, médecine vétérinaire, pharmacologie, etc.). Le Québec et le Nouveau-Brunswick utilisent le modèle anglo-saxon et confèrent le grade de BSc après trois ou quatre ans d'études universitaires de premier cycle.
Il est à noter qu’au Québec, les programmes universitaires ne sont pas réellement plus courts que dans le reste de l’Amérique du Nord : c’est simplement que l’équivalent de la 1re année universitaire a déjà été complétée au cégep. Cependant, un individu qui a au moins 21 ans peut, à certaines conditions imposées par l’Université, s’inscrire directement au  baccalauréat universitaire même s’il n’a pas obtenu un diplôme d'études collégiales (DEC) — ce dernier ayant une durée de deux ou trois ans.

## États-Unis
En Amérique du Nord, notamment aux États-Unis, l'obtention du Bachelor of Science exige que l'étudiant ait suivi une majorité (la moitié ou les trois-quarts) de ses cours dans des matières scientifiques dans les sciences de la vie, les sciences physiques ou en mathématiques. Le reste des cours est d'éducation générale.

## Royaume-Uni
Au Royaume-Uni, les disciplines considérées sont plus variées et peuvent inclure, par exemple, les sciences économiques. Mais ceci dépend aussi des universités qui peuvent, pour des thématiques similaires, plutôt donner des Bachelor of Arts. À l'université d'Oxford, ce diplôme était initialement un diplôme de second cycle (postgraduate) mais a été depuis renommé en Master of Science.